# Uroxys aterrimus
Uroxys aterrimus là một loài bọ cánh cứng trong họ Bọ hung (Scarabaeidae).